# Jarzé-Villages
Jarzé-Villages é uma comuna francesa na região administrativa da Pays de la Loire, no departamento de Maine-et-Loire. Estende-se por uma área de 60,50 km². Em 2010 a comuna tinha 2 774 habitantes (densidade: 45,9 hab./km²).
Foi estabelecida em 1 de janeiro de 2016 e consiste das antigas comunas de Jarzé, Beauvau, Chaumont-d'Anjou e Lué-en-Baugeois.